# Marino Faliero
Marino Faliero (1274 – Venezia, 17 aprile 1355) è stato il 55º doge della Repubblica di Venezia, dal 1354 fino al 1355, anno in cui fu destituito e giustiziato dopo un tentato colpo di stato.

## Biografia

### Primi anni
Figlio di Iacopo Faliero, del ramo dei Santi Apostoli, e di Beriola Loredan, della sua gioventù si hanno scarse notizie, soprattutto per l'esistenza di uno zio omonimo con il quale è spesso confuso.
La prima notizia che lo riguarda risale al 10 ottobre 1315 quando lo si ritrova in qualità di uno dei tre capi del Consiglio dei dieci: in quella data la magistratura decise di premiare Rossetto di Camponogara per l'uccisione di Nicolò Querini, uno degli organizzatori della congiura del Tiepolo del 1310. Fece parte del Consiglio fino al 1320 e ricoprì più volte la carica di capo e di inquisitore.
Sempre come capo dei Dieci, nel 1320 fu incaricato con Andrea Michiel di organizzare l'uccisione di Baiamonte Tiepolo e di Pietro Querini, gli unici due capi della cospirazione ancora in libertà.
Dopo essersi dedicato per un periodo alle attività mercantili, nel 1323 fu nominato capitano e bailo di Negroponte. Nel 1326 era di nuovo a Venezia come consigliere dei Dieci, ma l'anno successivo partì per Bologna in missione presso il priore dei Serviti per alcuni contrasti tra i monaci e la repubblica. Tornato ancora nei Dieci, ne uscì poco dopo per essere eletto tra i Cinque anziani alla pace. Dopo un periodo di assenza dalla vita pubblica (ma è attestato in città nel 1329), ricompare nel 1330 tra i Dieci.
Nel 1333 divenne capitano delle galee del Mar Maggiore e di Costantinopoli e protesse i mercanti diretti alla Tana.

### Il dogado

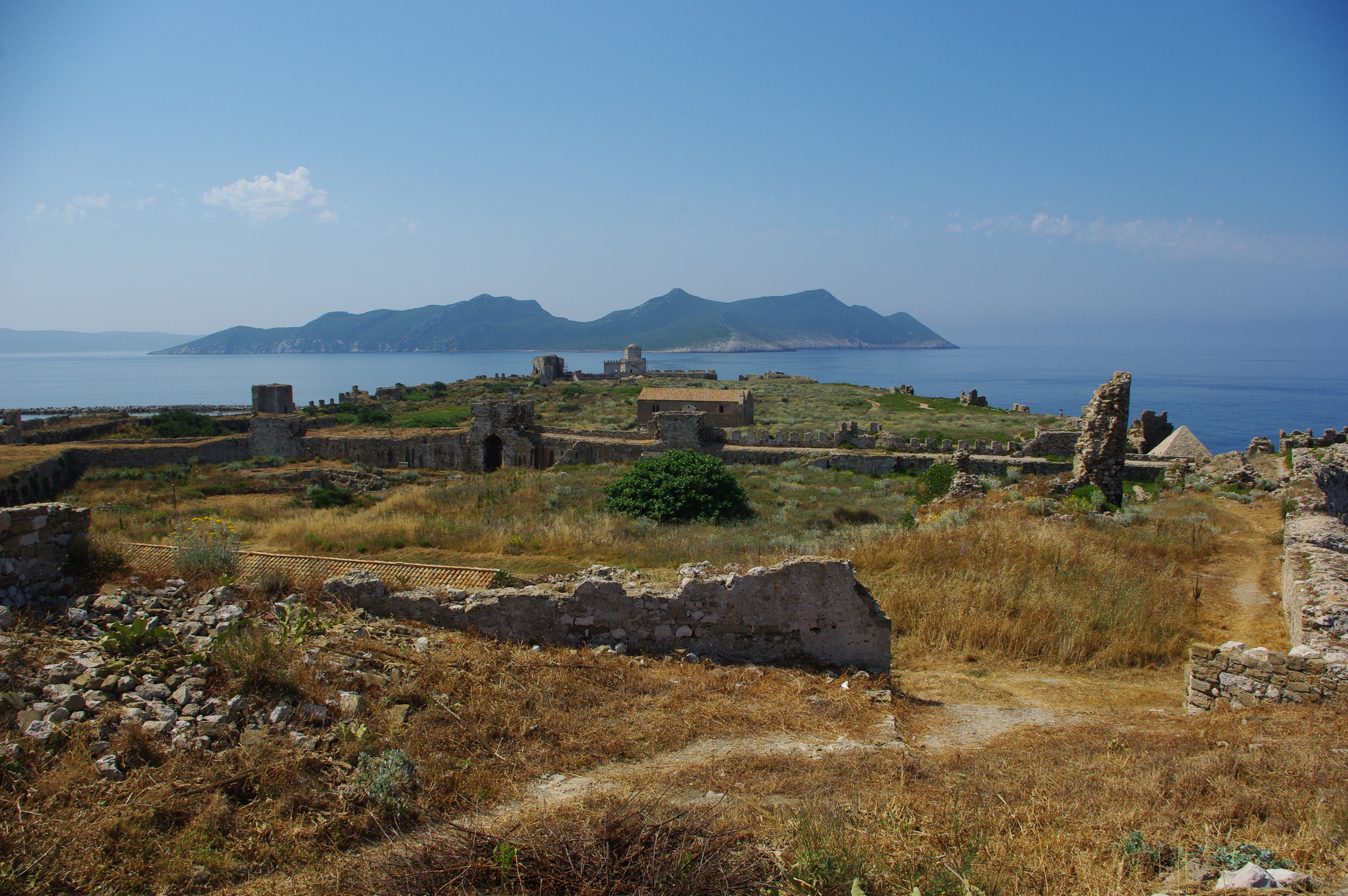
L'isola di Sapienza vista dalla città fortificata veneziana di Modone.

L'11 settembre 1354, quattro giorni dopo la morte di Andrea Dandolo, l'assemblea dei quarantuno elesse doge Marino Faliero con 35 voti favorevoli su 41. L'esito dell'elezione fu mantenuto segreto siccome il Faliero, ormai ottantenne, si trovava ad Avignone in qualità di ambasciatore presso papa Innocenzo VI. Ottenuto il salvacondotto dal duca di Milano fu inviato un messo per sollecitare il ritorno in patria del Faliero che una volta incontrati dodici nobili a Verona rientrò a Venezia il 5 ottobre 1354. 
Una volta eletto il doge dovette subito affrontare i problemi derivati dalla terza delle guerre veneziano-genovesi, la guerra degli Stretti. Il 3 novembre giunse a Padova l'imperatore Carlo IV di Lussemburgo, il quale, una volta incontrati gli ambasciatori veneziani (Nicolò Lion, Paolo Loredan e Pietro Trevisan), decise di farsi promotore della pace tra Genova e Venezia, stabilendo una tregua di quattro mesi tra le due repubbliche marinare che permise a Venezia di riorganizzare la flotta. Il capitano Niccolò Pisani allora si diresse a oriente sperando di trovare la flotta genovese, ma l'ammiraglio genovese Pagano Doria di stanza a Chio decise di evitare lo scontro. Il Pisani allora con l'inverno alle porte decise di ritirarsi a Modone, dove però fu raggiunto dai genovesi, che il 4 novembre 1354 annientarono la flotta veneziana nella battaglia di Sapienza. Nel frattempo Genova aveva destituito dal trono bizantino Giovanni VI Cantacuzeno, alleato di Venezia, sostituendolo con Giovanni V Paleologo e ottenendo così il dominio sulle isole di Lesbo e Mitilene; inoltre, il re Luigi I d'Ungheria pianificava l'invasione della Dalmazia.

### La cospirazione

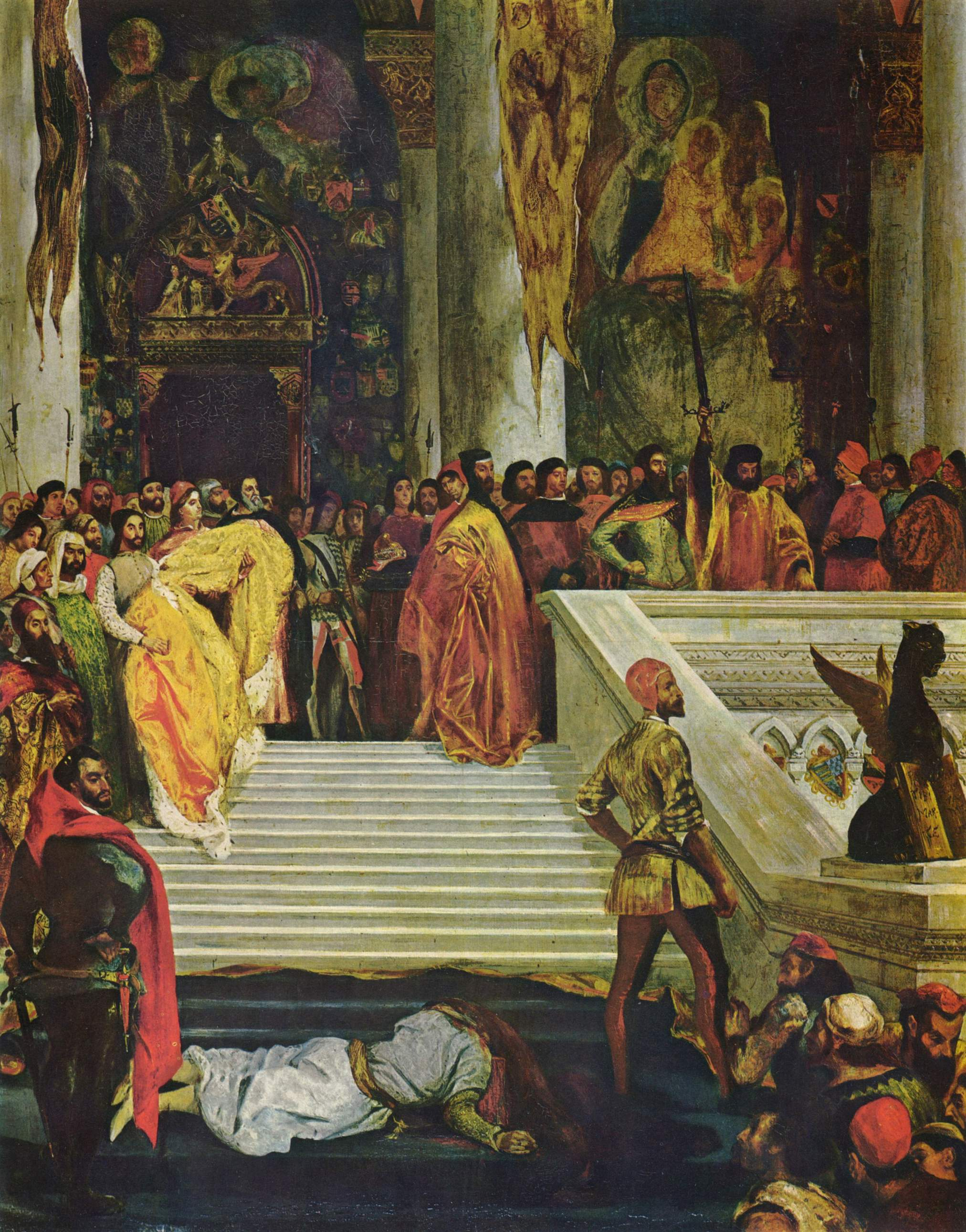
L'esecuzione di Marin Falier, dipinto di Eugène Delacroix, 1827

La tradizione vuole che alla base della congiura ci fossero motivi personali. Durante il carnevale di Venezia del 1355, la sera del giovedì grasso, il doge organizzò una sontuosa festa a Palazzo Ducale a cui furono invitati i maggiori esponenti del patriziato veneziano. Durante la festa il giovane Michele Steno, futuro doge, avrebbe avuto certe attenzioni nei confronti di una damigella della dogaressa Alcuina (Lodovica) Gradenigo, o della stessa moglie del doge. Il doge, irritato dal comportamento del giovane, all'epoca ventiquattrenne, lo invitò ad andarsene. Secondo una leggenda diffusa molto tempo dopo e ritenuta di scarsa attendibilità da Frederic Chapin Lane, per ripicca lo Steno avrebbe scritto sulla sedia del doge nella sala del Maggior Consiglio:
Benché lo Steno fosse stato arrestato, il Faliero ritenne la pena insufficiente e il suo risentimento verso il patriziato veneziano lo indusse a organizzare una congiura per eliminare la classe nobiliare e istituire una signoria cittadina così come già stava avvenendo in molte città italiane.
La congiura prese l'avvio a seguito di una circostanza puramente occasionale. Un giorno il nobiluomo Marco Barbaro si recò all'arsenale con una richiesta impossibile da soddisfare; allora i patroni dell'arsenale chiamarono l'ammiraglio Stefano Ghiazza, detto Gisello, il quale, ribadito quanto affermato dai patroni, ricevette dal Barbaro uno schiaffo. L'ammiraglio allora andò a lamentarsi dal doge, il quale, qualche giorno prima aveva accolto a palazzo il popolano padron di barca Bertuccio Isarello, venutosi a lamentare anche lui di aver ricevuto uno schiaffo dal patrizio Giovanni Dandolo, per essersi rifiutato di accettare nel suo equipaggio un uomo scelto dal nobile. Durante l'incontro anche il doge confessò a Gisello la sua insofferenza verso la tracotanza dei nobili proponendogli l'idea del colpo di Stato. Nonostante queste vicende e la figura di Gisello non siano storicamente confermate, sono però esemplificative della spavalderia e della mancanza di rispetto verso le istituzioni che caratterizzavano la nobiltà del tempo.
Il doge allora riunì il tagliapietre Filippo Calendario, il suo genero Bertuccio Isarello e altri cospiratori tra cui Bertuccio Faliero, suo parente. I cospiratori allora reclutarono diversi popolani: molti di loro lavoravano nel settore marittimo, appartenevano al suo strato medio e superiore, godevano di molta popolarità presso i marinai comuni e detestavano la nobiltà, ritenendola anche responsabile della sopracitata sconfitta militare di Sapienza. L'8 aprile alcuni di loro furono arrestati mentre schernivano i passanti fingendosi nobili in modo da aumentare il risentimento del popolo nei confronti del patriziato. Il colpo di Stato si sarebbe dovuto svolgere il 15 aprile 1355: all'alba i cospiratori si sarebbero sparsi per la città e, una volta raggiunti dal segnale delle campane della Basilica di San Marco, avrebbero dovuto uccidere i nobili e i loro famigliari invocando la signoria di Marino Faliero.

La sera del 14 aprile però, uno dei congiurati, il bergamasco Beltrame, non essendo a conoscenza della partecipazione del doge alla congiura, avvertì il procuratore Nicolò Lion del pericolo che stava correndo e gli consigliò di scappare da Venezia. Niccolò Lion allora raggiunse il doge, il quale però minimizzò le paure del procuratore che, non soddisfatto, chiese aiuto ai nobili Giovanni Gradenigo e Marco Corner. Contemporaneamente, anche il cospiratore Marco Nigro avvertì Giacomo e Giovanni Contarini, che si recarono immediatamente al Consiglio dei Dieci che, riunitosi d'urgenza nella Chiesa di San Salvador, convocò tutte le maggiori magistrature della repubblica a eccezione del doge, sul quale pendevano ormai numerosi sospetti. Dopo una lunga discussione furono emanati gli ordini d'arresto per due cospiratori, Filippo Calendario e Giovanni del Corso che, una volta interrogati, confessarono ogni cosa fornendo i nomi anche degli altri cospiratori e del doge. Nel frattempo, mentre venivano arrestati anche gli altri congiurati fu chiesto ai nobili di raggiungere piazza San Marco armati e qui eseguire gli ordini di Marco Corner che stava aspettando i rinforzi provenienti da Chioggia. 

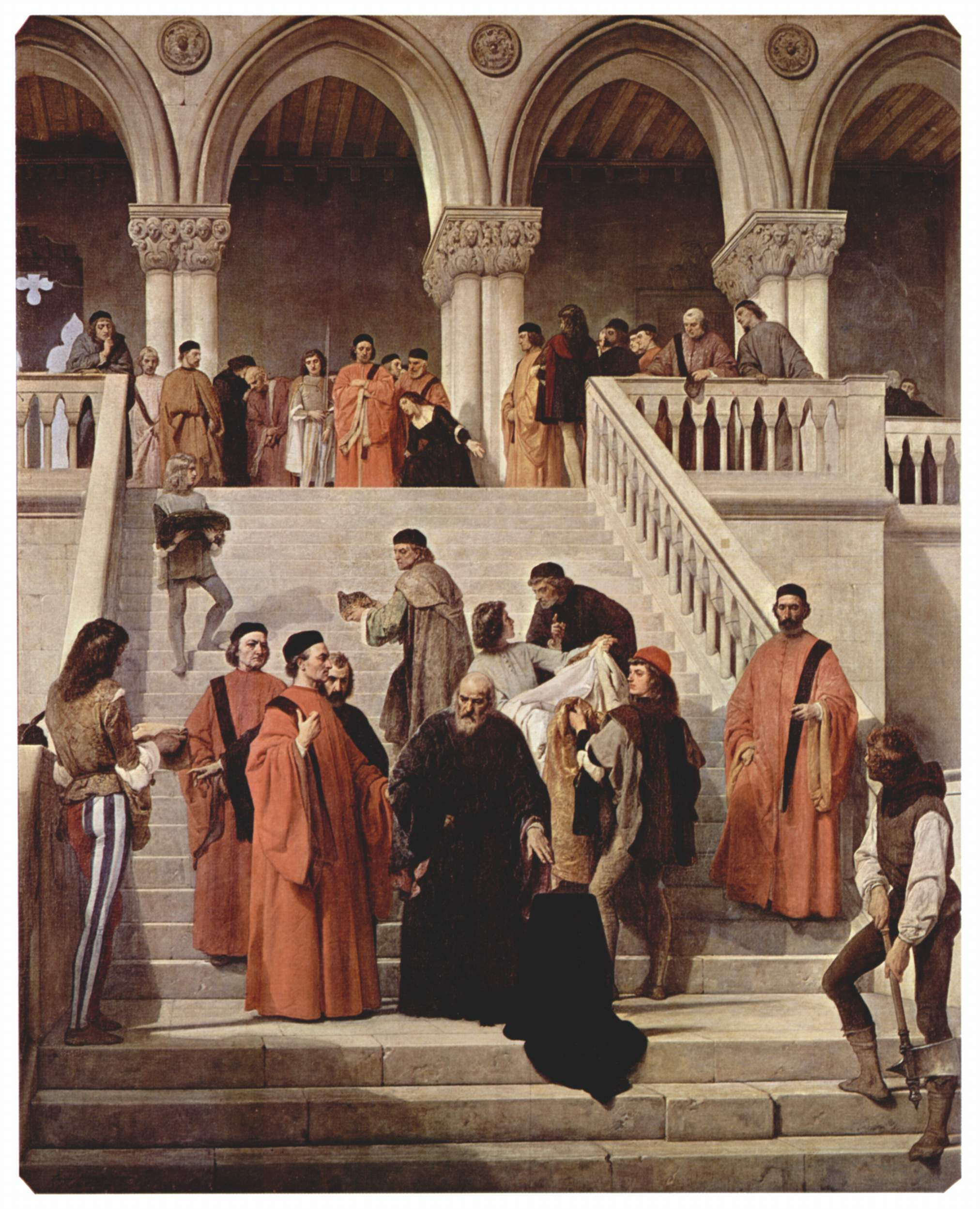
I dieci assistono alla decapitazione di Marin Falier in un dipinto di Francesco Hayez

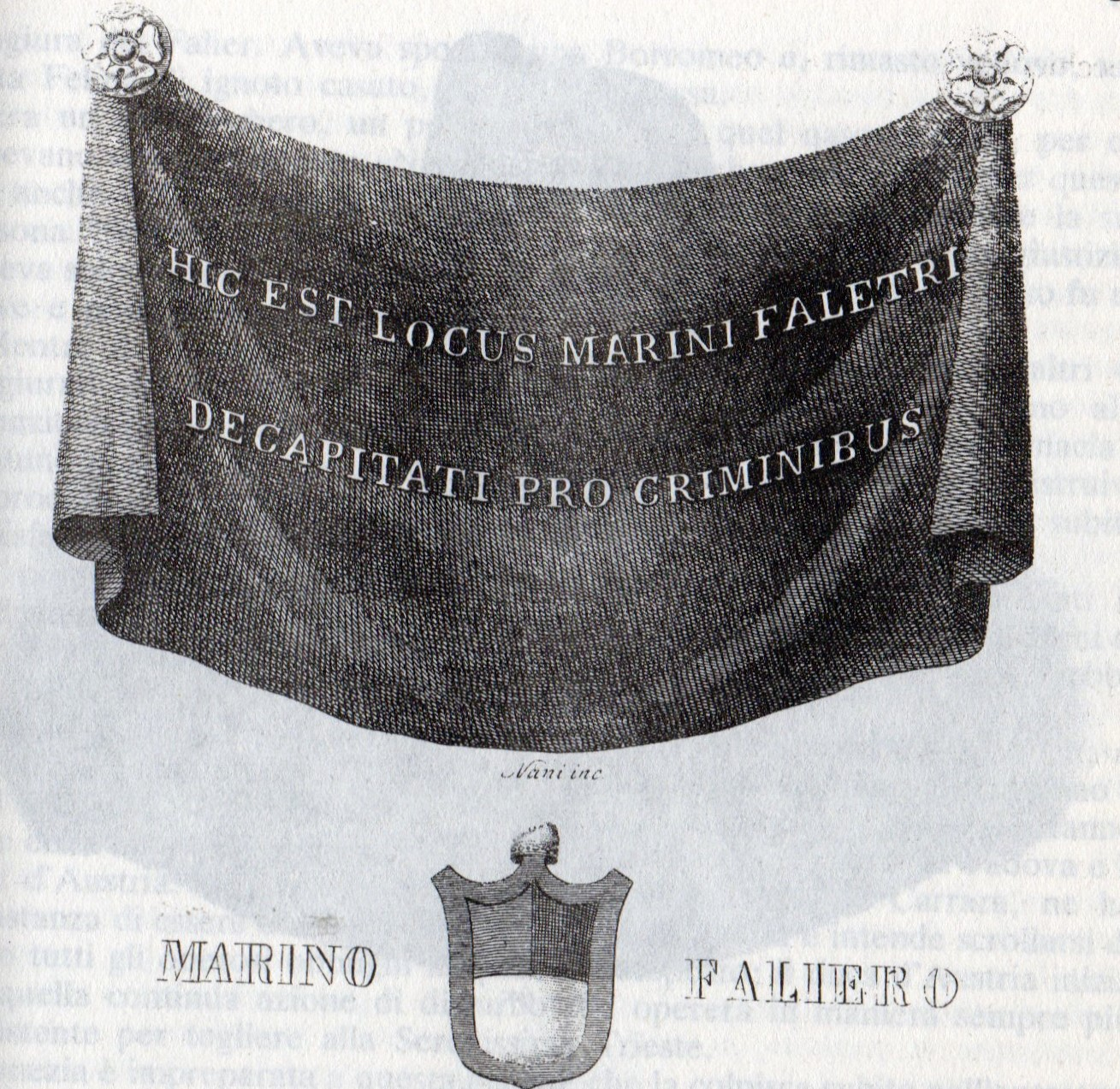
Marin Falier, Palazzo Ducale

Sventata la congiura, alcuni dei cospiratori furono impiccati alle arcate di Palazzo Ducale il 15 aprile 1355 con dei morsi in bocca affinché non potessero gridare alla folla sottostante, tra questi Filippo Calendario e Bertuccio Isarello. Tra gli arrestati alcuni furono rilasciati mentre altri come Bertuccio Faliero e Niccoletto Calendario, figlio di Filippo, furono condannati all'ergastolo. Nel frattempo il Consiglio dei Dieci, il Minor Consiglio e una zonta di venti nobili diedero il via al processo a carico del doge deliberando la sua condanna a morte per decapitazione. Venerdì 17 aprile, nel cortile di Palazzo Ducale, Marin Falier fu spogliato degli ornamenti dogali e poi fu decapitato alla presenza di tutte le assemblee. Dopo che la testa cadde, uno dei Dieci, con la spada insanguinata, si affacciò a un balcone per esporla al pubblico ludibrio, urlando: «Guardate, giustizia è fatta del traditore».

### Conseguenze
L'aristocrazia veneziana non volle che questa lezione andasse perduta. Come festeggiava con una processione e ringraziamenti solenni il giorno di san Vito (15 giugno), in cui era stata annientata la rivolta di Bajamonte Tiepolo, così festeggiò il giorno di sant'Isidoro (16 aprile), in cui Marino Faliero era stato condannato a morte. Il doge assisteva personalmente alla cerimonia che in San Marco ricordava il tragico evento; nella sala del Maggior Consiglio, in cui si allineavano i ritratti dei dogi, un decreto del Consiglio dei Dieci fece cancellare nel 1366 l'effigie di Faliero e in quello stesso spazio fece apporre questa iscrizione: «Hic fuit locus ser Marini Faletri, decapitati pro crimine proditionis», ossia «Questo era il posto di Marino Faliero, decapitato per tradimento». Dopo il disastroso incendio che nel 1577 devastò il Palazzo Ducale, tra i nuovi ritratti dei dogi, dipinti nella fase di restauro, al posto di quello di Marino Faliero fu ricollocata l'iscrizione, benché più breve, su un drappo nero: «Hic est locus Marini Faletri, decapitati pro criminibus».
Altre fonti ancora, invece, sostengono che Faliero fu a sua volta vittima di una congiura da parte dell'oligarchia veneziana stessa, contraria a una sua presunta volontà di "democratizzare" la società veneziana ampliando (o ri-ampliando) il Gran Consiglio.
In seguito a tutti coloro che avevano contribuito a sventare la congiura o che avevano partecipato all'esecuzione fu concesso di portare armi in pubblico.

## Influenza culturale

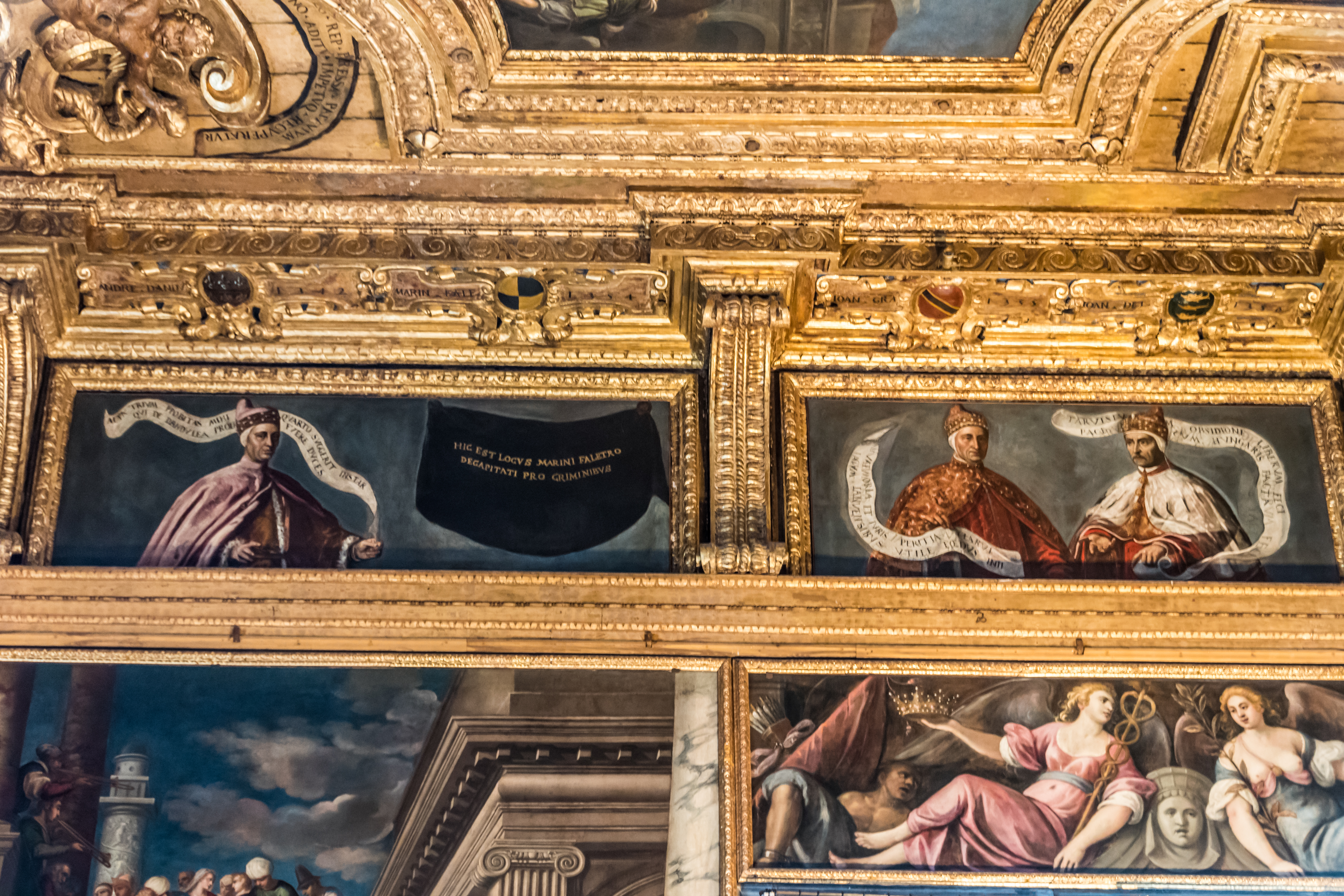
Damnatio memoriae del doge Faliero nella Sala del Maggior Consiglio nel Palazzo Ducale di Venezia

- Secondo una tradizione, per cancellare completamente la memoria del doge Faliero, la Repubblica raccolse e rifuse tutte le monete coniate durante il suo dogato. In realtà l'effettiva scarsità di monete coniate da questo doge può essere anche imputata alla breve durata del suo dogato, appena sette mesi.
- Nel 1820 Lord Byron scrisse una tragedia dedicata alla figura di questo doge. Dal lavoro di Byron Casimir Delavigne derivò a sua volta una tragedia andata in scena nel 1829, che servì da base a Gaetano Donizetti per l'opera lirica Marin Faliero (1835).
- La decapitazione del doge, avvenuta di venerdì 17, rinsaldò forse la cattiva fama di tale data, considerata infausta fin dai tempi dei Romani. Infatti il numero romano XVII (diciassette) è anagramma di VIXI = "ho vissuto" cioè "sono morto". Il venerdì invece godeva della stessa fama infausta in quanto giorno della passione e morte di Cristo.